# Rebecca Northen
Rebecca Tyson Northen (24 de agosto de 1910 - 30 de abril de 2004) fue una autora, educadora y conservacionista estadounidense conocida por su trabajo sobre las orquídeas .
Fue reconocida por popularizar las orquídeas a través de sus libros y artículos sobre su cultura y se la conoce como la "Julia, la niña de las orquídeas". Northen hizo contribuciones a la conservación de las orquídeas, incluido el establecimiento del Jardín Lankester en Costa Rica. Es autora de varios libros y artículos sobre el cultivo de orquídeas, incluido Home Orchid Growing, que se publicó por primera vez en 1950.

## Primeros años de vida
Rebecca Tyson Northen nació el 24 de agosto de 1910 en Detroit, Michigan. Recibió su licenciatura de la Universidad Estatal de Wayne en 1935 y su maestría en Zoología de Mount Holyoke College en 1937.

## Carrera
Northen tuvo un interés por las orquídeas durante toda su vida, que comenzó con el regalo de un frasco con pequeñas plántulas de orquídeas. A pesar de la falta de información y recursos sobre el cultivo de orquídeas en casa, ella persistió y finalmente encontró formas de cultivarlas con éxito. A finales de la década de 1940, fue coautora de artículos sobre el cultivo de orquídeas con su marido Henry en el Journal of the American Orchid Society.
Debido a la demanda de información sobre el cultivo de orquídeas en casa, escribió y publicó un libro titulado Home Orchid Growing en 1950, que brindaba orientación sobre la biología de las orquídeas y su cultivo.
Rebecca Northen fue una horticultor y autora especializada en el estudio de las orquídeas. Participó activamente en la comunidad de las orquídeas, realizó presentaciones en sociedades internacionales y publicó investigaciones en revistas y fue coautora de libros con Henry.
En 1976, Rebecca Northen publicó Orquídeas como plantas de interior, un libro destinado a brindar orientación para el cultivo de orquídeas en casa. También escribió sobre orquídeas en miniatura, y publicó artículos en el Journal of the American Orchid Society para cultivadores principiantes de orquídeas.
Northen recibió reconocimiento por su trabajo en el campo, incluida la Medalla de Oro al Logro de la American Orchid Society en 1979, y el Certificado de Logro Meritorio en Educación de Orquídeas en 1999. Algunas orquídeas han sido nombradas en su honor, incluidas Clowesia Rebecca Northen, Trichoceros muralis 'Rebecca Northen' y Laelia anceps Rebecca T. Northen, y su trabajo ha aparecido en exposiciones en los Jardines Smithsonian y el Jardín botánico de los Estados Unidos.

## Conservación
Northen también participó en los esfuerzos para establecer el jardín Lankester en Costa Rica, escribiendo artículos y recaudando fondos.